# La Mojonera (Bacares)
La Mojonera es un despoblado perteneciente al municipio español de Bacares, en la provincia de Almería. Está situado en la parte meridional de la comarca del Valle del Almanzora. Cerca de este despoblado se encuentran los núcleos de Bacares capital y Bayarque.

## Demografía
Según el Instituto Nacional de Estadística de España, desde el año 2023 La Mojonera no cuenta con ningún habitante censado.

### Evolución de la población
| Gráfica de evolución demográfica de La Mojonera entre 2014 y 2024 |
|                                                                   |
| Datos según el nomenclátor publicado por el INE.                  |

## Comunicaciones

### Carreteras
La principal vía de comunicación que transcurre junto al despoblado es:
| Identificador | Denominación                                           | Itinerario        |
| ------------- | ------------------------------------------------------ | ----------------- |
| AL-3102       | De la A-349 a Tíjola por Velefique, Bacares y Bayarque | Tabernas - Tíjola |

Algunas distancias entre La Mojonera y otras ciudades:
| Ciudades | Distancia (km) |
| -------- | -------------- |
| Bacares  | 9              |
| Purchena | 22             |
| Albox    | 44             |
| Almería  | 78             |
| Granada  | 150            |
| Murcia   | 183            |
| Jaén     | 206            |